# Bernd Hammermann
Bernd Hammermann (auch: Hammermann-Erne, Geburtsname ist Erne; * am 5. Januar 1964; Bürgerort Triesen) ist ein liechtensteinischer Jurist und Richter am EFTA-Gerichtshof.

## Universitäre Ausbildung
Hammermann studierte an der Universität Freiburg in Freiburg im Üechtland (Schweiz) und schloss mit dem Titel lic. jur. ab. 1997 promovierte er zum Doktor der Rechte, ebenfalls an der Universität Freiburg. 2006 bis 2007 absolvierte er ein Post-graduated-Studium an der Universität Liechtenstein.

## Tätigkeit
Hammermann arbeitete 1992 bis 1993 bei der Liechtensteinischen Industrie- und Handelskammer und 1993 bis 1995 als Unternehmensjurist (in-house counsel) bei der Fa. Hilti in Schaan. 1995 bis 2005 war er bei der EFTA-Überwachungsbehörde in Brüssel tätig, von 2005 bis 2007 wieder in Liechtenstein bei der Fa. Tecnotal AG in Schaan. 2006 bis 2009 war er Lektor im Bachelor- und Master-Studiengang: „Business Information Systems“ an der Liechtensteinischen Universität. Von 2007 bis 2013 war er Amtsstellenleiter des Grundbuch- und Öffentlichkeitsregisteramtes bzw. später des liechtensteinischen Handelsregisters und von 2013 bis 2018 Amtsstellenleiter im Amt für Justiz. Seit 9. April 2018 ist er als Nachfolger von Carl Baudenbacher Richter am EFTA-Gerichtshof in Luxemburg.

## Bibliographieübersicht
- Martin Schauer, Martin Wenz, Bernd Hammermann u. a.: Kommentar zum liechtensteinischen Stiftungsrecht: einschliesslich der allgemeinen Bestimmungen des Personen- und Gesellschaftsrechts (PGR) , Basel 2019, Helbing & Lichtenhahn Verlag AG, ISBN 978-3-7190-3100-8.
- Martin Schauer (Hrsg.), Bernd Hammermann: Kurzkommentar zum liechtensteinischen Stiftungsrecht, Basel 2009, Helbing Lichtenhahn Verlag, ISBN 978-3-7190-2824-4.
- Bernd Hammermann: Die Auswirkungen des EWR-Acquis auf das liechtensteinische Personen- und Gesellschaftsrecht, Schaan 1998, GMG-Juris-Verlag, ISBN 3-906264-02-5.